# Tetrica tricarinata
Tetrica tricarinata är en insektsart som beskrevs av Stsl 1870. Tetrica tricarinata ingår i släktet Tetrica och familjen sköldstritar. Inga underarter finns listade i Catalogue of Life.